# Mã hóa âm thanh tiên tiến
Mã hóa âm thanh tiên tiến hay Advanced Audio Coding (viết tắt: AAC) - (ISO 14496-3) là một định dạng âm thanh đa năng nén kiểu lossy được định nghĩa theo tiêu chuẩn MPEG-2 và được phát triển bởi liên minh Fraunhofer, Dolby, Sony và AT&T. AAC được phát triển nhằm thay thế cho định dạng âm thanh đã quá nổi tiếng MP3 để tích hợp trong container MP4-một container của MPEG-4 tiêu chuẩn hỗ trợ đầy đủ các tính năng phụ (xem thêm phần MPEG-4).
Dạng định này được phát triển để xóa đi những chỗ yếu của MP3 và nâng cao phương pháp mã hóa đã có. Do vậy những tín hiệu thu của âm thanh hay tiếng động sẽ được nhận biết và mã hóa một cách hiệu quả hơn hoặc những vấn đề của Pre-Echo sẽ giảm thấp xuống nhiều.
AAC có thể tích hợp tới 48 kênh âm thanh (có sample rate tới 96KHz) cộng thêm 15 kênh âm thanh tần số thấp (Low Frequency Enhancement-LFE) giới hạn sample rate ở 120 Hz.

## Một số Profile của AAC (HE-AAC, LC-AAC, LD-AAC, AAC, SSR.AAC)
Đây là một vài profile của MPEG-4 AAC tiêu chuẩn.
- Low Complexity (LC) nghĩa là “ít phức tạp”. Ở mức độ Bitrate trung bình đến cao, được sử dụng trong hệ thống mua bán nhạc trực tuyến của Apple và RealNetWorks hoặc được cài sẵn trong phần cứng.
- High Efficiency (HE) nghĩa là “hiệu quả cao”. HE-AAC cũng được hiểu theo cách khác là AACPlus, AAC+ hay AAC SBR(Spectral Band Replication)... HE-AAC được phát triển nhằm sử dụng trong việc mã hóa với bitrate thấp – đặc biệt có tác dụng với tập tin âm thanh đa kênh (multichannel).
- Low Delay (LD) nghĩa là "Thời gian trễ thấp". Được sử dụng cho thời gian dật nhỏ (khoảng 20ms) ở mức Bitrate trung bình đến mức độ cao. Được sử dụng trong lĩnh vực liên lạc, ví dụ như trong hệ thống Video Họp.
- Main Profile - Profile chính
- Scalable Sample Rate (SSR) - dành cho "Streaming" hay "coi trực tuyến". Nó cho phép đưa lại dự liệu liên tục mà không bị vấp bằng cách giảm độ Bitrate, nếu như băng thông đường truyền không cho phép, hoặc độ băng thông cho phép bỗng nhiên giảm mạnh.

## Ý nghĩa của AAC
AAC là dạng định nén âm có tiêu hao về chất lượng, được sử dụng rộng rãi qua các kênh mua bán nhạc trực tuyến như iTunes Store, Real Music Store, LiquidAudio được gắn kèm với hệ thống chống sao chép DRM (ví dụ như FairPlay của Apple).
Trên máy iPod của Apple hay máy điện thoại di động của Nokia, Samsung, Sony Ericsson, Siemens bạn có thể chơi những dữ liệu dạng AAC này. AAC đem lại độ nén cao hơn so với những dạng định khác với mức nén có thể tới 1:16. Ví vậy ngay ở mức 64 kbit/sec/chanel audio thì đã đạt được mức chất lượng khá, ở mức 192 kbit/sec/chanel audio thì có thể ngang với chất lượng CD.
Như :
352,8Kbps, 16bit/44100Hz =  CD Quality.
384Kbps,16bit/48000Hz = DVD Quality (tương đương Hi-Res Audio).

## Weblinks
- Apple với MPEG-4 - AAC Audio (english)
- Thông số kỹ thuật Knowledge Base and Open Source AAC Codecs Lưu trữ ngày 2 tháng 2 năm 2007 tại Wayback Machine của AudioCoding.com (englisch)
- Thông tin bản quyền: Via Licensing Corporation - patent licensing services - MPEG-4 AAC Lưu trữ ngày 25 tháng 8 năm 2006 tại Wayback Machine (englisch)
- 1 Trang khá hay về chủ đề Nén dữ liệu: Ultimate compression resources catalog: AAC Lưu trữ ngày 16 tháng 1 năm 2007 tại Wayback Machine (englisch)